# Oxygraphis endlicheri
Oxygraphis endlicheri là một loài thực vật có hoa trong họ Mao lương. Loài này được (Walp.) Bennet & Sumer Chandra mô tả khoa học đầu tiên năm 1982.